# 1999年鐵路
此條目列出1999年發生有關鐵路運輸的事件。

## 事件

### 1月
- 1月11日：井原鐵道井原線通車。
- 1月14日：聖彼得堡地鐵右岸線由契卡洛夫站延長至舊村站。
- 1月15日：佛羅里達州坦帕港口島旅客捷運系統（英语：Harbour Island People Mover）停運[1]。
- 1月25日：紐約市公共運輸局在市內兩個車站首次安裝MetroCard售票機[2]。

### 2月
- 2月25日：札幌市營地下鐵東西線由琴似站延長至宮之澤站。

### 3月
- 3月7日：德黑蘭地鐵5號線（英语：Tehran Metro Line 5）通車，是伊朗第一條地鐵路線。
- 3月10日：相模鐵道泉野線通車。
- 3月12日：兩毛線前橋大島站啟用。
- 3月13日：厚狹站啟用。
- 3月24日：千葉都市單軌電車1號線延長至縣廳前站。

### 4月
- 4月1日：櫻島線改線，方便進行大阪環球影城工程，名古屋鐵道美濃町線縮短至關站。
- 4月5日：新潟交通（日语：新潟交通）電車線（日语：新潟交通電車線）停運。
- 4月12日：伍珀塔爾空鐵發生墮下事故（英语：1999 Wuppertal Suspension Railway accident），插入伍珀河並導致五人死亡[3]。

### 5月
- 5月：廣大鐵路通車。
- 5月14日：倫敦地鐵銀禧線延伸段（英语：Jubilee Line Extension）東段通車，來往斯特拉特福與北格林尼治。
- 5月30日：西米德蘭地鐵通車。

### 6月
- 6月1日：聯合鐵路停運，分拆成CSX與諾福克南方鐵路。
- 6月1日：格拉那再也線全線通車。
- 6月12日：弗雷蒙特車站（英语：Fremont station）重建完成。
- 6月27日：卡塔尼亞地鐵通車。
- 6月28日：廣州地鐵1號線全線通車營運。
- 6月30日：釜山都市鐵道2號線通車。

### 7月
- 7月1日：伊利諾伊中央鐵路完全併入加拿大國家鐵路，營運148年後不復存在。
- 7月1日：鹿兒島本線開設太空世界站。
- 7月2日：首爾地鐵8號線岩寺站至蠶室站通車。
- 7月14日：法蘭西島大區快鐵RER E通車。
- 7月21日：台北鐵路地下化專案北隧道延長至板橋車站。

### 8月
- 8月29日：橫濱市營地下鐵1號線由戶塚站延長至湘南台站。

### 9月
- 9月3日：聖彼得堡地鐵右岸線加設十字架島站。
- 9月17日：銀禧線延伸段（英语：Jubilee Line extension）西延至伯蒙德賽站，24日滑鐵盧站銀禧線部分啟用。
- 9月20日：上海軌道交通2號線通車。
- 9月28日：北京地鐵復八線通車，來往天安門西站至四惠東站。

### 10月
- 10月4日：蒲原鐵道線（日语：蒲原鉄道線）停運。
- 10月6日：仁川都市鐵道1號線通車，來往朴村站至東幕站。
- 10月7日：銀禧線倫敦橋站啟用。
- 10月18日：興建15個月後，比原定早了3個月，斥資7400萬美元重建富蘭克林大道接駁線的工程完工，4個車站重新開放[2]。

### 11月
- 11月6日：新加坡第一條輕軌武吉班讓輕軌啟用。
- 11月20日：銀禧線南華克站啟用。

### 12月
- 12月4日：山形新幹線通車。
- 12月4日：鹽湖城輕軌藍線（英语：Blue Line (TRAX)）通車。
- 12月5日：曼谷大眾運輸系統素坤逸線、是隆線通車。
- 12月6日：曼徹斯特輕鐵延長至百老匯電車站（英语：Broadway tram stop）。
- 12月6日：南疆鐵路延長至喀什。
- 12月7日：仁川都市鐵道1號線由朴村站延長至橘峴站。
- 12月15日：菲律賓第二條軌道交通馬尼拉捷運3號線開始部分營運。
- 12月15日：墨西哥城地鐵B線通車。
- 12月22日：倫敦地鐵銀禧線延伸段（英语：Jubilee Line Extension）在西敏站開始營運後全線通車。
- 12月24日：台北捷運南港線通車，台北捷運淡水線通車後形成的筷子路網、無法轉乘的局面終於結束。